# Vidor (Teksas)
Vidor – miasto w Stanach Zjednoczonych, w stanie Teksas, w hrabstwie Orange.

## Demografia
Według przeprowadzonego przez United States Census Bureau spisu powszechnego w 2010 miasto liczyło 10 579 mieszkańców, co oznacza spadek o 7,5% w porównaniu do roku 2000. Natomiast skład etniczny w mieście wyglądał następująco: Biali 95,7%, Afroamerykanie 0,1%, Azjaci 0,5%, pozostali 3,7%. Kobiety stanowiły 50,9% populacji.